# Psectrosema mitjaevi
Psectrosema mitjaevi är en tvåvingeart som först beskrevs av Marikovskij 1961.  Psectrosema mitjaevi ingår i släktet Psectrosema och familjen gallmyggor. Inga underarter finns listade i Catalogue of Life.